# معرزاف
معرزاف هي بلدة سورية تتبع إدراياً منطقة محردة غربَ محافظة حماة. تبعد معرزاف مسافة 20 كيلومتراً غرب مدينة حماة، وكيلومترين جنوب محردة. تبلغ مساحة معزراف 33,000 دونم، وعدد سكانها نحو 4,200 نسمة حسب إحصاء سنة 2010، يعمل أغلبهم بالزراعة وتربية المواشي. معظم سكانها من المسلمين السُنَّة.
تتموضع البلدة فوق هضبة مرتفعة، وتكثر فيها زراعة الثمار خصوصاً الزيتون. وفيها عددٌ من المدارس ووحدة إرشادية وجمعية فلاحية، كما أنشئت فيها بلدية إدارية سنة 1997 تضمُّ قريتين و13 مزرعة.

## التاريخ
يعود تاريخ البلدة إلى العصر الروماني، فقد عثر فيها على آثارٍ لكهفٍ بيزنطية وآبارٍ رومانيّة كانت تُستَخدم كخزانات للمياه لتوفير الماء حتى فصل الصيف. وقد ذكر أسامة بن منقذ عبوره بها أثناء رحلة صيدٍ نحو مدينة شيزر القديمة.

### الثورة السورية
شاركت البلدة والقرى المجاورة لها بالحراك الشعبيّ ضد نظام بشار الأسد إبان الثورة السورية، وتعرَّضت على إثر ذلك لعدة حملات اعتقالات وتخريب ممتلكات عامَّة من طرف الشبيحة. وقد اعتقل العشرات من أهاليها كما هُدِّمت وأحرقت بيوت الكثيرين خلال هذه الحملات، وبلغ عدد قتلاها خلال الثورة 13، منهم ثمانية قتلوا في 25 من شباط سنة 2012.
تعرَّضت بلدة معرزاف لقصفٍ بالأسلحة الثقيلة في 6 من حزيران سنة 2012، قبل أن تجتاح القوات النظامية قرية مزرعة القبير الصغيرة المجاورة لها وترتكب فيها مجزرة القبير. وقد جذبت المجزرة اهتماماً إعلامياً كبيراً اتجاه البلدة.

## وصلات خارجية
- خريطة معرزاف بالأقمار الصناعية. ويكيمابيا.